# Monduli (Distrikt)
Monduli ist ein Distrikt in der tansanischen Region Arusha mit der Hauptstadt Monduli. Er grenzt im Norden an den Distrikt Longido, im Westen an die Distrikte Ngorongoro und Karatu, im Süden an die Region Manyara und im Osten an den Distrikt Arusha.

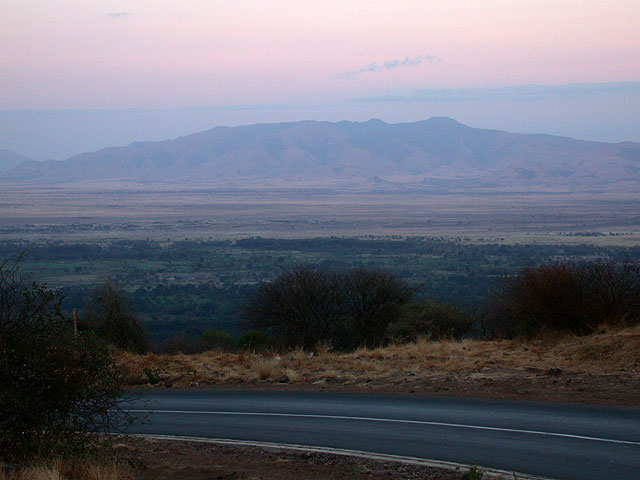
Tiefebene bei Mto wa Mbu in Monduli

## Geographie
Der Distrikt ist 6419 Quadratkilometer groß und hat 227.585 Einwohner (Volkszählung 2022). Die wichtigsten Flüsse im Distrikt sind Simba, Kirurumo, Mto wa Mbu, Selela (Kabambe) und Engaruka. An der Westgrenze liegt der Manyara-See.
Nach den Klimazonen wird der Distrikt in 3 Bereiche eingeteilt:
- Hochland:Das Gebiet ist gekennzeichnet durch eine Anzahl von isolierten Bergen, den Monduli, Lepurko, Loosimingori und den Lengai, mit einer durchschnittlichen Höhe von 2000 und einer maximalen Höhe von 2900 Meter über dem Meeresspiegel. Das Klima ist kühl und mäßig feucht mit einer Durchschnittstemperatur von 20 Grad Celsius und einem jährlichen Niederschlag von 1000 Millimeter.
- Hügelzone: Diese Zone ist geprägt durch flache hügelige Ebenen mit einer Höhe von 600 bis 1200 Metern. Hier herrscht halbtrockenes Klima mit Temperaturen zwischen 20 und 30 Grad Celsius und 400 bis 600 Millimeter Jahresniederschlag.
- Ebene des Ostafrikanischen Grabens: Diese Tiefebene ist sehr trocken und hat hohe Temperaturen von 23 bis 35 Grad Celsius. Es fallen durchschnittlich weniger als 500 Millimeter Regen im Jahr.[2]

## Geschichte
Der Name des Distrikts stammt von einem reichen Vorfahren der Massai, der Monduli hieß. Er lebte am Ende des 18. Jahrhunderts zur Zeit der deutschen Kolonialisierung. Während der britischen Kolonialherrschaft hieß das Gebiet „Monduli Massai Distrikt“ und umfasste auch die heutigen Distrikte Kiteto, Simanjiro, Ngorongoro und Longido. Im Jahr 1979 wurde Kiteto, das damals noch Simanjiro beinhaltete, abgespaltet, in den 1980er Jahren wurde Ngorongoro ein eigener Distrikt und seit der Abtrennung von Longido im Jahr 2005 hat der Distrikt seine heutige Form.

## Verwaltungsgliederung
Der Distrikt ist in drei Bezirke (Divisions) mit 20 Gemeinden (Wards) gegliedert:
| Kisongo - Monduli Mjini - Engutoto - Monduli Juu - Mfereji - Lashaine - Sepeko - Lepurko - Meserani - Naalarami - Moita - Lolkisale - Lemooti | Makuyuni - Mswakini - Makuyuni - Esilalei | Manyara - Mto wa Mbu - Migungani - Majengo - Selela - Engaruka |

## Bevölkerung
| Etwa 40 Prozent der Bevölkerung gehören zur Ethnie der Massai, die sich hauptsächlich mit Viehzucht beschäftigen. Halb so viele gehören zu den Arusha (auch Waarusha genannt). Die Alphabetisierungsrate der über Fünfzehnjährigen stieg von 53 Prozent im Jahr 2002 auf 61 Prozent im Jahr 2012, bei Männern von 64 auf 69 und bei Frauen von 44 auf 55 Prozent. Von den über Fünfjährigen konnten 54 Prozent swahili lesen und schreiben, ein Prozent nur englisch und zwanzig Prozent swahili und englisch. | Die zur Anzeige dieser Grafik verwendete Erweiterung wurde dauerhaft deaktiviert. Wir arbeiten aktuell daran, diese und weitere betroffene Grafiken auf ein neues Format umzustellen. (Mehr dazu) |

## Einrichtungen und Dienstleistungen

### Bildung
Im Jahr 2012 besuchten 64 Prozent der Kinder eine Grundschule, das ist unter dem Durchschnitt der Region Arusha, wo 80 Prozent eine Grundschule absolvierten.

### Gesundheit
Im Distrikt gab es ein Krankenhaus, ein Gesundheitszentrum und siebzehn Apotheken (Stand 2003). Sechs Prozent der Bevölkerung hatten eine Sozialversicherung (Stand 2012).

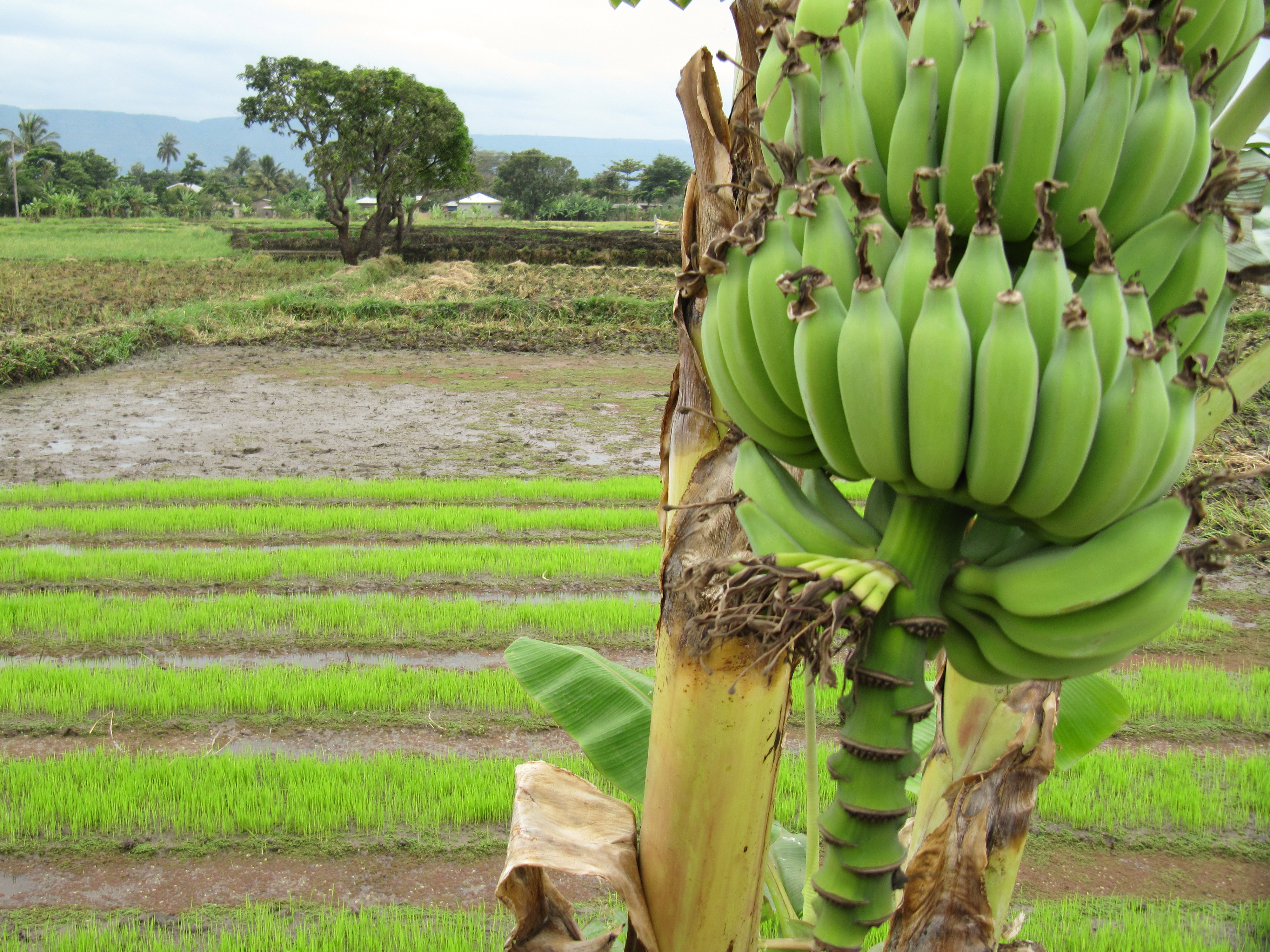
Bananenstaude vor einem Reisfeld in Monduli

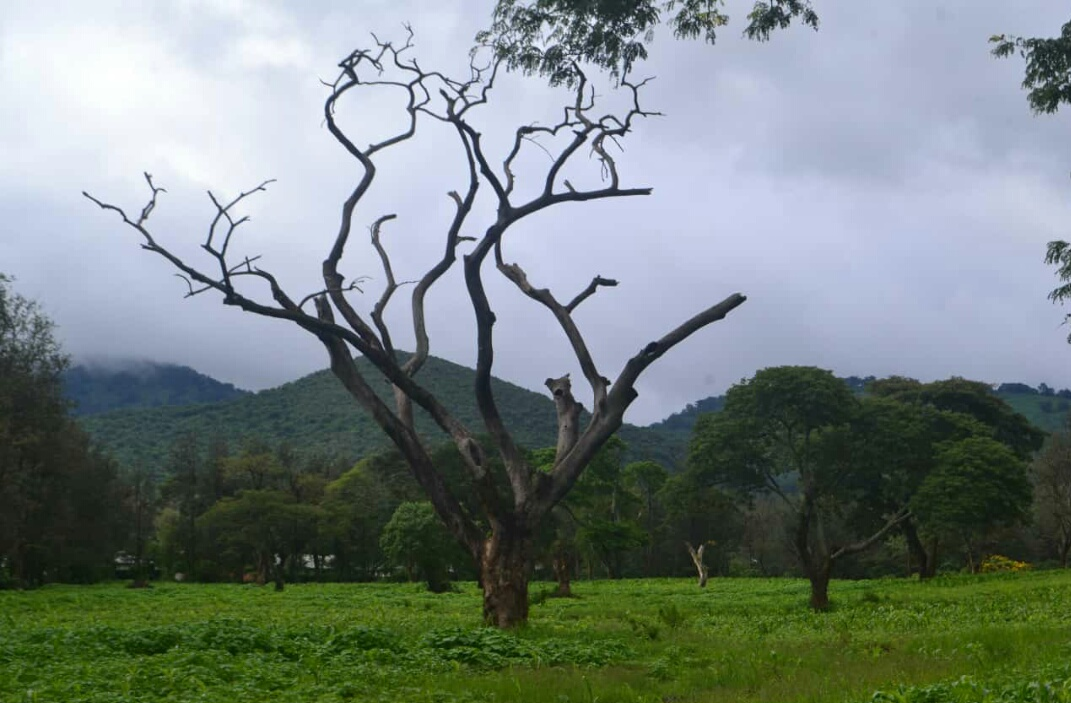
Kaffeeplantage in Monduli

## Wirtschaft und Infrastruktur
Im Jahr 2012 waren 60 Prozent der über Zehnjährigen erwerbstätig, 19 Prozent arbeiteten im Haushalt, 16 Prozent waren Schüler oder Studenten, 2 Prozent arbeitslos und 3 Prozent nicht arbeitsfähig.
Fünfzig Prozent der Haushalte besaßen ein Radio, neun Prozent einen Fernseher, 63 Prozent hatten ein Mobiltelefon und drei Prozent ein Auto.

### Landwirtschaft
| Die Landwirtschaft ist der wichtigste Wirtschaftszweig des Distriktes, mehr als 90 Prozent der Bevölkerung leben von Ackerbau und Viehzucht. Etwa 88.000 Hektar Ackerland werden bewirtschaftet. Im südlichen Landesteil gibt es einige Großbetriebe, ansonst wird die Landwirtschaft meist von Kleinbauern zur Selbstversorgung betrieben. Hauptanbauprodukte sind Mais, Bohnen und Reis, daneben werden auch Kaffee und Sonnenblumen angebaut. An Nutztieren werden vor allem Ziegen, Rinder und Schafe gehalten. Fischerei gibt es nur in geringem Umfang am Manyara-See. - Straßen: Der Distrikt ist nur schlecht mit Straßen erschlossen. Von den 617 Kilometer waren 96 Kilometer Hauptstraßen und 156 Regionalstraßen, jedoch waren insgesamt nur 8 Kilometer asphaltiert, 138 Kilometer Schotterstraße, alles andere waren Erdstraßen (Stand 2019). - Eisenbahn: Im Distrikt gibt es keine Bahnlinie. - Flughafen: Der nächste Flughafen ist der 35 Kilometer von der Hauptstadt Monduli entfernte lokale Flughafen Arusha. Der internationale Flughafen Kilimanjaro International Airport ist 90 Kilometer entfernt. | Die zur Anzeige dieser Grafik verwendete Erweiterung wurde dauerhaft deaktiviert. Wir arbeiten aktuell daran, diese und weitere betroffene Grafiken auf ein neues Format umzustellen. (Mehr dazu) Quelle:Regionalprofil Arusha (Stand 2012) |

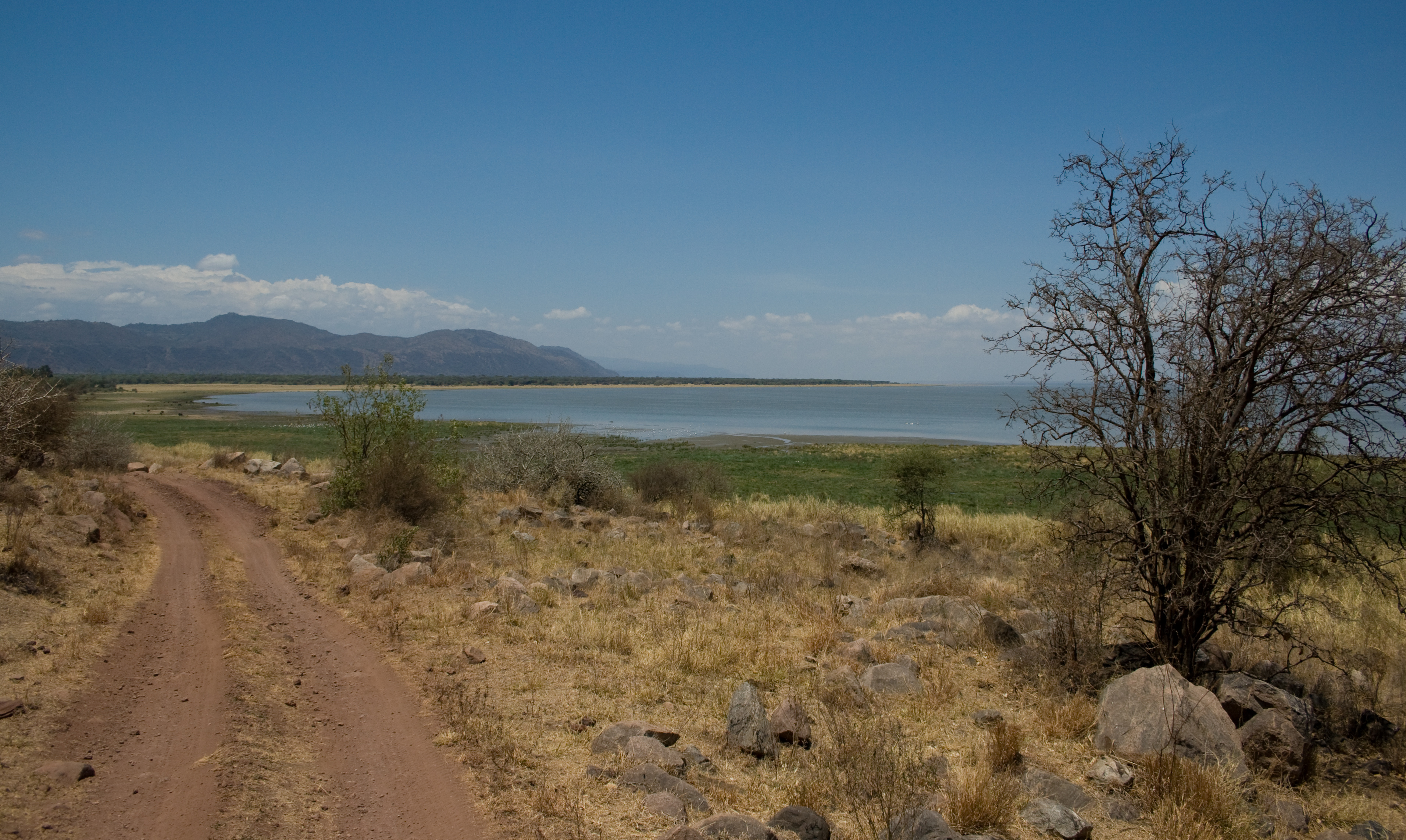
Erdstraße zum See Manyara

### Wald
Große Teile des Distrikts sind kahl, da über Jahrzehnte zu viele Bäume gefällt und ganze Waldstriche durch Brände zerstört wurden. Auch haben Dürren und Nutztiere das Wachstum der Bäume beeinträchtigt. Der Distrikt betreibt ein Aufforstungsprogramm, bei dem jährlich 15 Millionen Bäume gepflanzt werden (Stand 2019).
Folgende Wälder gibt es im Distrikt Monduli:
| Name                | Größe (ha) | Verwaltung                     |
| ------------------- | ---------- | ------------------------------ |
| Monduli (Komolonik) | 6059       | von Zentralregierung verwaltet |
| Lendikinya          | 3689       | unter Distriktverwaltung       |
| Burko               | 540        | von Zentralregierung verwaltet |
| Essimingor          | 6100       | von Zentralregierung verwaltet |
| Lolkisale           | 960        | lokal verwaltet                |
| Selela              | 1190       | lokal verwaltet                |
| Mto wa Mbu          | 1738       | lokal verwaltet                |
| Esilalei            | 1324       | lokal verwaltet                |
| Eluwai              | 1422       | lokal verwaltet                |